# Tillandsia supermexicana
Tillandsia supermexicana är en gräsväxtart som beskrevs av Eizi Matuda. Tillandsia supermexicana ingår i släktet Tillandsia och familjen Bromeliaceae.

## Underarter
Arten delas in i följande underarter:
- T. s. pendula
- T. s. saxicola
- T. s. supermexicana